# Schlacht von Ackia
Die Schlacht von Ackia (A'ki:a) fand am 26. Mai 1736 in der Nähe des heutigen Tupelo, Mississippi, statt. Sie war Teil des Kampfes um die Kontrolle über den Mississippi River. Die Franzosen wollten durch den Fluss ihre Kolonie Louisiana mit dem nördlichen Teil von Neufrankreich verbinden, doch Indianerstämme wie die Chikasha und die Natchez stellten die französische Kontrolle über das Flusstal in Frage.
Ackia, ein Chikasha-Dorf wurde von einer Streitmacht von Franzosen und Chahta-Indianern unter dem Kommando des Gouverneurs von Louisiana, Jean-Baptiste Le Moyne de Bienville, angegriffen. Die Chikasha, die mit den Briten alliiert waren, wehrten den Angriff erfolgreich ab.
Das Schlachtfeld von Ackia wurde 1938 zum Nationalmonument erklärt. 1961 wurde es in den Natchez Trace Parkway integriert und heißt heute "Chickasaw Village."
Siehe auch: Zeittafel der Indianerkriege